# Zhubian
Zhubian (kinesiska: 洙边镇, 洙边) är en köping i Kina. Den ligger i provinsen Shandong, i den östra delen av landet, omkring 240 kilometer sydost om provinshuvudstaden Jinan. Antalet invånare är 45088. Befolkningen består av 22 234 kvinnor och 22 854 män. Barn under 15 år utgör 16,0 %, vuxna 15-64 år 70 %, och äldre över 65 år 12,0 %.
Genomsnittlig årsnederbörd är 1 001 millimeter. Den regnigaste månaden är juli, med i genomsnitt 334 mm nederbörd, och den torraste är januari, med 7 mm nederbörd.